# 그리스몽키
그리스몽키(Greasemonkey)는 사용자들이 브라우저의 페이지 로드 전후로 웹 페이지 내용에 대해 실시간으로 변경하는 스크립트를 설치할 수 있게 하는 모질라 파이어폭스 확장 기능이다.

## 역사
그리스몽키 프로젝트는 2004년 9월 28일 시작되었으며, Aaron Boodman에 의해 작성되었다.

### Userscripts.org
커져가는 많은 수의 스크립트들을 수용하기 위해 2005년 말에 그리스몽키 커뮤니티의 Britt Selvitelle 및 다른 구성원들에 의해 userscripts.org가 설립되었다. Userscripts.org는 2007년에 오픈 소스화되었으나 사이트는 나중에 이 코드 기반에서 이동되었다.